# Fotooxidación
Fotooxidación es un proceso fotoquímico en el que se produce una reacción de oxidación química con la pérdida de electrones, inducida por la luz o más correctamente, por la radiación electromagnética. La oxidación puede producirse bien por que la sustancia que se oxida pierde uno o más electrones como resultado de la fotoexcitación de dicha especie por radiación o bien, porque dicha sustancia reacciona con el oxígeno bajo la influencia de la luz resultando en su oxidación. En los casos en que el oxígeno permanece en el producto de la reacción, el proceso recibe el nombre  de fotooxigenación. En aquellos casos en los que ni el sustrato ni el oxígeno se excitan electrónicamente se denominan oxidaciones fotoiniciadas. En estos procesos, los fotones de luz, especialmente los de radiación ultravioleta interaccionan con la molécula y su energía asociada (E = hν) es absorbida de forma cuantizada, proporcionando la energía necesaria para iniciar o acelerar reacciones químicas donde el oxígeno participa como oxidante. El fenómeno de la fotooxidación se engloba dentro de los procesos o reacciones fotoquímicas y puede producirse de forma natural o puede provocarse o inducirse en determinados procesos industriales y a menudo implica la formación de radicales libres y la degradación de materiales. 
Por lo general, la molécula que absorbe el fotón pasa a un estado electrónico excitado de mayor energía y una vez en este estado, en algunos casos, retorna a su estado fundamental emitiendo el fotón de energía absorbido mediante un proceso denominado fotoluminiscencia. En otros casos, la energía del fotón absorbido es suficiente como para provocar la pérdida de un electrón, produciéndose la fotooxidación.
{\displaystyle {\ce {A ->[hv] A+ + e-}}}
El electrón emitido por la especie oxidada puede ser tomado por una segunda especie presente, provocando su reducción:
{\displaystyle {\ce {B + e- -> B-}}}
Esta reducción  en la que la especie reducida no ha sido previamente excitada por la radiación electromagnética, recibe el nombre reducción fotoiniciada.